# تریستان گرول
تریستان گِـرَوِل (انگلیسی: Trystan Gravelle؛ زادهٔ ۱۹۸۱ میلادی) بازیگر اهل ولز در بریتانیا است.
از فیلم‌ها یا برنامه‌های تلویزیونی که وی در آن نقش داشته است، می‌توان به آقای سلفریج اشاره کرد.